# Where You Stand
Where You Stand é o sétimo álbum de estúdio da banda escocesa de rock Travis, lançado em agosto de 2013, com produção musical de Michael Ilbert. O registro alcançou críticas positivas no geral, e marcou o retorno da banda após anos de hiato.

## Faixas
| N.º            | Título             | Compositor(es)                                       | Duração |  |
| 1.             | "Mother"           | Fran Healy, Dougie Payne, Andy Dunlop, Neil Primrose | 3:58    |  |
| 2.             | "Moving"           | Payne                                                | 4:32    |  |
| 3.             | "Reminder"         | Healy                                                | 3:21    |  |
| 4.             | "Where You Stand"  | Payne, Holly Partridge, Healy                        | 3:40    |  |
| 5.             | "Warning Sign"     | Healy                                                | 3:51    |  |
| 6.             | "Another Guy"      | Healy, Payne, Dunlop                                 | 3:41    |  |
| 7.             | "A Different Room" | Payne                                                | 3:58    |  |
| 8.             | "New Shoes"        | Healy                                                | 3:33    |  |
| 9.             | "On My Wall"       | Payne                                                | 2:52    |  |
| 10.            | "Boxes"            | Healy, Dunlop                                        | 4:22    |  |
| 11.            | "The Big Screen"   | Healy, Dunlop                                        | 4:15    |  |
| Duração total: | Duração total:     | Duração total:                                       | 42:03   |  |